# Leo Bensemann
Leo Vernon Bensemann (* 1. Mai 1912; † 2. Januar 1986) war ein einflussreicher neuseeländischer Maler, Zeichner, Illustrator, Typograph, Herausgeber und Kunstförderer.

## Leben und Karriere
Leo Vernon Bensemann wurde am 1. Mai 1912 in Golden Bay als Sohn des Schmieds Vernon Victor Bensemann und seiner Frau Ruby Arnold geboren. Die deutschen Vorfahren Bensemanns hatten sich in den 1840er Jahren in den Moutere Hills in der Nähe von Nelson angesiedelt. 1922 zog die Familie nach Nelson, wo Bensemann von 1925 bis 1930 auf das College ging und wo er von dem lokalen Künstler Hugh Scott unterrichtet wurde.
1931 ging Bensemann gemeinsam mit seinem lebenslangen Freund Lawrence Baigent nach Christchurch, wo er als Künstler und Designer für die Druckerei H. W. Bullivant and Company arbeitete. Er belegte abendliche Kunstkurse an der Canterbury College School of Art, war jedoch weitgehend künstlerischer Autodidakt. Als engagierter Amateurmusiker, der sich selbst das Klavierspielen und Klassische Gitarre beigebracht hatte, trat er auch gelegentlich auf Konzerten in der Canterbury Region auf. Von seiner Großmutter her verfügte er über exzellente deutsche Sprachkenntnisse; leidenschaftlich interessierte er sich zeitlebens für deutsche Literatur, Kunst und Musik.

### Mitarbeiter der Caxton Press
1933 lernte Bensemann den Dichter und Drucker Denis Glover kennen und trug im selben Jahr Illustrationen zu der Publikation Oriflamme bei, der ersten des Caxton Clubs, aus dem später die Caxton Press hervorging, welche maßgebend an der Entwicklung einer eigenständigen neuseeländischen Literatur beteiligt war. 1935 schuf Bensemann ein Frontispiz zu der frühen Caxton-Publikation Another Argo, die Gedichte von Allen Curnow, A. R. D. Fairburn und Glover enthielt. Bensemann wurde zu dieser Zeit für seine Exlibris Zeichnungen bekannt, die teilweise von Aubrey Beardsley beeinflusst waren, und die durch ihre eigenwillige, oft skurrile Art auffielen. 1937 lud ihn Glover ein, Partner bei der Caxton Press zu werden. Zu dieser Zeit schuf und publizierte Bensemann die Fantastica: eine Folge von Zeichnungen, die eine ausgewählte Gruppe ‘fantastischer’ literarischer Texte illustriert, und die von Christopher Marlowes Doktor Faustus bis zu Geschichten der Brüder Grimm reicht.
Bensemanns Zusammenarbeit mit dem Caxton Verlag währte über 40 Jahre. Das zweite Buch mit seinen Werken, eine Sammlung von Zeichnungen, Stichen, Kalligrafien und Typografien, wurde 1952 veröffentlicht. Er wirkte als Designer, Typograf, Illustrator und Drucker an zahlreichen anderen Caxton-Veröffentlichungen mit. Zu den Caxton-Büchern mit seinen Illustrationen gehörten u. a. Curnows Not in narrow seas (1939), Giovanni Boccaccios Nastagio and the obdurate lady (1940), die Adventures of Chanticleer and Partlet (Originaltitel Das Lumpengesindel) (1941) der Gebrüder Grimm und Coleridges Rime of the ancient mariner (1952).

### Mitglied vonThe Group
1938 trat er The Group bei, einer Vereinigung von Künstlern, die das konservative Kunstestablishment herausforderten. Seine Mitgliedschaft wurde von Rita Angus vorgeschlagen, die eine enge Freundin wurde. Das Atelierapartment, das Bensemann von 1938 bis 1943 mit Baigent in der 97 Cambridge Terrace, Christchurch teilte, wurde zum inoffiziellen Hauptquartier von The Group. Von 1940 bis zu ihrer Auflösung im Jahr 1977 entwarf und druckte Bensemann auch die Jahreskataloge der Gruppe. Abgesehen von Caxton-Veröffentlichungen war The Group der wichtigste Vertriebskanal für seine Zeichnungen, Stiche und Gemälde. Zwischen 1940 und 1977 stellte er in allen bis auf vier Ausstellungen der Gruppe aus und zeigte insgesamt 127 Werke.
Am 22. November 1943 heiratete Bensemann in Christchurch die ehemalige Kunststudentin Elsie Mary Barrett. Während des Krieges war er Kriegsdienstverweigerer. Im September 1941 hatte er zusammen mit Lincoln Efford den Zweig der Fellowship of Conscientious Objectors in Canterbury gegründet, die wegen ihrer pazifistischen Überzeugungen Anfeindungen ausgesetzt war.

### Begegnung mit Karl Wolfskehl
Im Jahr 1942 machte der deutsch-jüdische Exilant Karl Wolfskehl auf seiner Reise nach Dunedin in Christchurch Station, wo er Mitglieder der 'Caxton Group' kennenlernte. Der Exilant, der während seiner deutschen Zeit mit Künstlern wie Else Lasker-Schüler, Vassily Kandinsky und Alfred Kubin befreundet war,  zeigte sich von Bensemanns Fantastica fasziniert und widmete ihm ein Gedicht ('Dem Bildner der Fantastica’), das in seine Gesammelte Werken aufgenommen wurde. In der ersten Gedichtstrophe heißt es, einige Bilder der Sammlung paraphrasierend und mit biographischen Anspielungen an Benseman:

„Zier aus verwunschnem Wunderwald, bedroht, bekirrt
Von blinkenden Vipern, Mahren, Zaubersingern,
Biegst, trauriger Prinz, ins Freie, lauschst verwirrt,
Spürst zeugerisches Rieseln in den Fingern.“

– Karl Wolfskehl: Gesammelte Werke. Hrsg.: Margot Ruben und Klaus Victor Bock. Band 1. Claasen, Hamburg 1960, S. 236.

### Landfall und späte Jahre
Von 1945 bis 1951 wurden Bensemanns Arbeiten regelmäßig im neuseeländischen Year Book of the Arts abgedruckt. Außerdem war er seit der Gründung im Jahr 1947 eng mit der Vierteljahreszeitschrift Landfall, der wohl wichtigsten literarischen Zeitschrift Neuseelands, verbunden. Charles Brasch, der langjährige Herausgeber von Landfall nannte Bensemann als einen der vier Menschen, ohne welche die Zeitschrift „niemals existiert hätte oder, falls sie gegründet worden wäre, nicht hätte fortgeführt werden können“. Bensemann selbst war von 1972 bis 1975 Landfall-Herausgeber. Außerdem gab er zusammen mit Barbara Brooke eine Zeitschrift für Bildende Kunst, Ascent, heraus, die zwischen 1967 und 1969 in fünf Ausgaben erschien.
In späteren Jahren hatte er mehrere erfolgreiche Einzelausstellungen in Akaroa (1972, eine Retrospektive), Christchurch (1979, 1981) und Wellington (1983). Die meisten seiner Werke befinden sich in Familien- und Privatsammlungen, er ist jedoch auch im Museum of New Zealand Te Papa Tongarewa und in der Christchurch Art Gallery vertreten. Bensemann reiste 1970 und 1979 nach Europa und knüpfte Kontakte zu seinen deutschen Verwandten. Eindrücke seiner Europareise beeinflussten auch sein Kunstschaffen in Neuseeland. An einen Museumsbesuch in Würzburg erinnerte sich Bensemann, der 1972 The Egyptian Woman (Die ägyptische Frau) malte, folgendermaßen: "I was impressed by a room filled with Egyptian funerary paintings which were as moving as anything I saw in Europe, even more than Rembrandt. The colours were staggering, brilliant." („Ich war beeindruckt von einem Raum voller ägyptischer Grabmalereien, die ebenso bewegend waren wie alles, was ich in Europa gesehen hatte, sogar mehr als Rembrandt. Die Farben waren atemberaubend, brillant.“)
Bevor er sich 1978 von der Caxton Press zurückzog, gründete er in seinem Haus in Christchurch die private Huntsbury Press. 1985 wurde er für seine Verdienste um die Kunst mit dem britischen Verdienstorden OBE (Order of the British Empire) ausgezeichnet. Er malte bis zu seinem Tod in Christchurch am 2. Januar 1986. Er hinterließ seine Frau und vier Kinder.

## Merkmale seines malerischen und graphischen Schaffens
Als Maler war Bensemann sowohl für seine Porträts bekannt, insbesondere in den 1930er und 1940er Jahren, als auch, vor allem nach 1960, für seine Landschaftsbilder. Bedeutende Anregungen erhielt sein Werk durch die Rezeption der deutschen Maler Cranach, Holbein und Dürer sowie der japanischen Holzschnittkünstler Hiroshige und Hokusai. In seinem zuerst noch unter Eindrücken des Jugendstils stehenden grafischen Werk nutzte Bensemann die phantasievolle Seite seines künstlerischen Temperaments und ließ sich für seine Motive von einer breiten Palette literarischer Quellen inspirieren.
Seine Porträts, sowohl in Bleistift als auch in Öl, waren oft erstaunlich realistisch und zeugen von handwerklicher Meisterschaft. Er stellte seine Bildnisse von Menschen oft vor Landschaftshintergründen dar, so in dem „Porträt von Albion Wright“ (1947). Bensemann schuf auch etliche Selbstporträts; andere Motive waren Familienmitglieder oder enge Freunde und Kollegen. Von 1938 bis 1943 zeichneten und malten er und Rita Angus sich oft gegenseitig oder arbeiteten an denselben Motiven.
Zu seinen Landschaftsmotiven zählen Orte in Central Otago, an der Westküste, in Canterbury und in Golden Bay, wo er ab 1965 regelmäßig Urlaub machte. Besonders zogen ihn die Hügel und Kalksteinfelsen der Region Tākaka an, die ihm seit seiner Kindheit vertraut waren, und die er in immer neuen Varianten im Bild festhielt.

## Ausstellungen (Auswahl)
Werke von Bensemann befinden sich in allen größeren Museen Neuseelands, darunter der Christchurch Art Gallery, der Auckland Art Gallery sowie der Dunedin Public Art Gallery.
Wichtige Einzelausstellungen:
- 1972 Leo Bensemann Retrospective Rue Pompallier Gallery Akaroa. Überblicksaustellung, 38 Bilder von 1936 bis 1972.
- 1979 Leo Bensemann Brooke Gifford Gallery, Christchurch
- 1981 Leo Bensemann: Drawings Brooke Gifford Gallery, Christchurch
- 2011 Leo Bensemann: A Fantastic Art Venture, Christchurch Art Gallery. Die Ausstellung musste wegen des verheerenden Erdbebens 2011 nach 11 Tagen bereits geschlossen werden.
- 2025 Leo Bensemann: Paradise Garden Christchurch Art Gallery Toi Wai Whetu